# バーチャルペット
バーチャルペットとは、コンピュータプログラムによって制作された愛玩用のソフトウェアまたはそれを含むハードウェアである。

## 概要
一般に言う所のペットでは、主に愛玩用に飼育されている動物を指し、広義には愛玩するために製作された物品などを含む。バーチャルペットでは、コンピュータの画面上に表示された映像に働き掛け、愛玩の用に足す物である。これに近い分野では、ロボットの一種にペットロボットが挙げられ、単純な物では玩具の一種として扱われている。
画面上の動物・生命のような振る舞いを見せる物としては、人工生命のような物もあるが、こちらは生存のための捕食・繁殖・死といった概念を抽象化して一つの単位とし、主に「生命とは何か？」という哲学的命題に端を発する問いに対する一つの回答様式となっている。しかし人工生命は、生命や生態系のモデル化が主目的であるため、これを愛玩するためには設計されておらず、一般的に研究対象の人工生命を愛玩する人はいない。

## 愛玩対象として
人の関心を惹くための愛玩物としてのバーチャルペットは、主に玩具として発展してきた傾向がある。そのためコンピュータゲームの一種として認識される傾向もある。

### 携帯ゲーム形
その最も顕著な例が『たまごっち』であろう。この携帯型の装置は、中に「たまごっち」と呼ばれる架空の存在が入っているという設定で、ユーザーは餌を与えたり糞を掃除したり、あるいは遊んだりする事で、その中の卵が様々に成長する…といった内容だった。
これらは当初こそ知名度が今一つだったものの、流行するや瞬く間に類似製品や関連する製品が市場に出るようになり、携帯ゲーム形の『デジタルモンスター』や『ポケットピカチュウ』のような、簡単なコンピュータ（マイコン）と液晶画面を備えた機器が、電子ゲームの延長として登場している。

### コンピュータのソフトウェア
その一方、パーソナルコンピュータや家庭用ゲーム機のようなコンピュータ製品向けに、ソフトウェアとして様々な製品が出ている。8ビットパソコンの時代には既に、パソコンを動かせっぱなしでその動作を観察（または見物）し、ユーザーの気が向いたら、何らかの働き掛けをするようなソフトウェアが幾つか登場していた。
『リトルコンピュータピープル』（1985年）などがそれだが、同ソフトウェアでは「パソコンの中に住んでいる小さなおっさん」を眺めるというシュールな設定で、日本ではPC-8800シリーズ向けに「おっさん」を「うら若い女性」に変更した物も1987年に、またファミリーコンピュータ（主人公を「女の子」とし名称を『アップルタウン物語』に変更）へ移植され発売されており、現代の育成シミュレーションゲームの源流にあるともみなされている。
ただ育成シミュレーションゲームでは、対象となるゲーム内のキャラクターに積極的に働き掛け、その結果によりゲームを進行させる訳だが、バーチャルペットの場合は特に目的があるわけではなく、「それ（ソフトウェア内のキャラクター）」は勝手に動き回り、その様子を眺めたり、あるいはプログラム内に用意された方法で、何らかの働き掛けを行い、その反応を楽しむものである。こういった形態で日本でよく知られたものとしては、『アクアゾーン』（1993年 - ）が見られ、これはアクアリウムを含む熱帯魚飼育のシミュレーションという位置付けではあるが、ユーザーは様々にコンピュータ内に再現された熱帯魚に干渉して眺める。ただ、アクアゾーン自体はシミュレーションと言う位置付けの通り、「飼い方が拙いと水槽内の熱帯魚が全滅する」など、より現実的なものとなっている。
今日では、家庭用ゲーム機でも潤沢な計算能力を持つことから、携帯ゲーム機や携帯電話向けのソフトウェアでも、様々な動物らしい反応を見せるソフトウェアが登場している。

### コンピュータゲームとして
前述のバーチャルペットは、単にペットを飼育する・更に言えば勝手に動いているのを眺めたり干渉するという形態のもので、いわゆるコンピュータゲームのように目的が存在する訳ではないし、娯楽として積極的に遊び（ゲームの要素）を提供するものでもない。
一方、前述の『たまごっち』のほか『デジタルモンスター』などではゲーム要素が重視され、ミニゲームのようなものが用意されたり、あるいは育てて対戦する（この方向性には『ポケットモンスター』などのコンピュータRPGも存在する）といったもの、『シーマン』のように「解き明かす必要がある謎」が設けられアドベンチャーゲームの要素が含まれるものなど多岐に渡る。
これらゲームとしてのものでは、予め用意されたシナリオが存在するなどバーチャルペットからは遠ざかっているものの、ゲーム内のキャラクターに愛着を抱くユーザーも見られ、幾つかのゲームではソフトウェアメーカー側もそういうことを意識してソフトウェアを制作している。例えば前述の『シーマン』では、技術的限界からプレーヤーを怒らせる要素があったのを逆利用、気難しがり屋として設定することで、プレーヤーの側があたかも扱いの難しい相手に接するように対応させるよう仕向けたという。

## 飼育系
通常、ペットを飼うことを指して飼育というが、過去のコンピュータ・ソフトウェアには「飼育系」と形容できそうな製品群も見られる。これらは、様々な条件下にある存在にプレイヤーが働き掛け、その結果がプログラムの進行に影響するものの、結果は特に問われないため、プレイヤーは好きなようにその対象を弄りまわして楽しむという物である。
例えば『シムアース』や『シムアント』では、一定の繁栄など一応の目標が定められてはいるものの、それらを無視して好き勝手に干渉しても、それが元でゲームの進行に不都合とはならない。このようなゲームでは、本来のゲーム進行とは異なる方向でゲーム内の世界や各々のキャラクターに干渉することを楽しむユーザーも見られる。『ダンジョンキーパー』では、2作目に「マイペット・ダンジョン」というモードがあり、プレイヤーは限られた資源（リソース）という条件はあるものの、自分の好みで好き勝手にキャラクターに干渉して楽しむことができる。
これらは欧米にてゴッドゲーム（神の視点ゲーム）とも呼ばれ、ゲーム内を勝手に動き回っているキャラクターの属する世界そのものに働き掛け、その反応を楽しむゲームである。日本ではリアルタイムストラテジーの一種に分類されるゲームである。
その一方で、ゲームボーイアドバンスなど携帯ゲーム機の中には、ハムスターを含む動物を飼育する（加えてそれら動物を使ったミニゲームも楽しめる）ゲームソフトも幾つか販売されており、また『どうぶつの森』シリーズのように、一つの村社会で生活する自分自身を「生活させる」というソフトウェアもコンシューマーゲーム向けに展開されており、特に目的らしい目的もないこれらも、一種の飼育系とみなすことも可能である。